# Benedetto Bravo
Benedetto Bravo (ur. 26 listopada 1931) – włosko-polski filolog klasyczny i historyk starożytności, profesor nauk humanistycznych, profesor emeritus na Uniwersytecie Warszawskim.

## Życiorys
Ukończył studia na Uniwersytecie w Pizie i w Scuola Normale Superiore di Pisa w 1953 r. Lektor języka włoskiego w Paryżu w okresie 1956–1960. Doktorat i habilitację uzyskał na Uniwersytecie Warszawskim w 1966 i 1979 r., profesurę tytularną w 1994 r. Zatrudniony w Instytucie Historycznym UW kolejno jako asystent od 1962 r., starszy asystent, adiunkt, docent, profesor nadzwyczajny od 1991 r., profesor zwyczajny od 1999 r.

Specjalizuje się w historii starożytnej Grecji okresu archaicznego i klasycznego.
Mąż Ewy Wipszyckiej, ojciec Pawła Bravo.

## Publikacje
- Philologie, histoire, philosophie de l’histoire. Etude sur J.G. Droysen historien de l'antiquité, 1968
- Sylan. Représailles et justice privée contre des étrangers dans les cités grecques, 1980
- Historia starożytnych Greków t.1, 1987, t.3, 1992, wyd. 2 poprawione i rozszerzone, 2010 (oba tomy wspólnie z Ewą Wipszycką)[a],
- Historia starożytnych Greków t. 2 (wspólnie z Markiem Węcowskim, Ewą Wipszycką i Aleksandrem Wolickim), Wydawnictwa Uniwersytetu Warszawskiego, 2009
- Rappresentazioni di vicende di Sicilia e di Grecia degli anii 481–480 a. C. presso storici antichi, 1993
- Pannychis e simposio. Feste private notturne di donne e uomini nei testi letterari e nel culto, 1997
- Cites et emporia dans le commerce avec les barbares a la lumiere du document dit a tort "inscription de Pistiros", (wspólnie z Andrzejem Chankowskim), 1999
- Deux ostraka magiques d'Olbia Pontique, 2001
- Luoghi di culto nella chora di Olbia Pontica, 2001
- Un frammento della Piccola Iliade (P. Oxy. 2510), lo stile narrativo tardoarcaico, i racconti su Achille immortale, 2001